# Heinrich Krechting
Heinrich Krechting was  een van de leiders van het Rijk der Wederdopers (1534 en 1535) te Münster.
Heinrich Krechting werd geboren in 1501 in Schöppingen en overleed op 28 juni 1580 in Dykhausen, tegenwoordig gemeente Sande in de Landkreis Friesland (Oost-Friesland).

## Levensloop
Krechting was de zoon van de stadsklerk en kerkmuziekschrijver Engelbert Krechting uit Schöppingen. Evenals zijn vijf broers bezocht hij goede scholen. Hij trouwde in 1526 met Elsle Oedefelt, de dochter van een lakenkoopman uit Schöppingen. Het echtpaar kreeg vier kinderen. In 1531 werd hij burgemeester van Schöppingen. Een jaar later werd Heinrich Krechting rechter en gouwgraaf (Duits: Gograf). Dat betekende, dat hij, in dienst van de prinsbisschop van Münster, voorzitter was van een regionale rechtbank, een Gogericht.
In de herfst van 1533 kreeg hij bezoek van Jan van Leiden, die hem bekeerde tot het anabaptisme en mogelijkerwijs in januari 1534 doopte. Toen hij begin 1534 een zekere Johann von der Wieck moest arresteren, nam hij ontslag uit de dienst van de bisschop en vluchtte met een groot aantal medeburgers naar Münster, waar zijn broer Bernd reeds predikant van de wederdopers was. Zo raakte Heinrich Krechting betrokken bij de Anabaptistische opstand in Münster. Heinrich en Berend ondersteunden Van Leiden. Deze benoemde Heinrich tot zijn secretaris en later tot „Kanselier van het Koninkrijk“, waardoor hij Van Leidens persoonlijk plaatsvervanger of stadhouder werd. Gedurende de belegering van Münster door de bisschoppelijke troepen was Heinrich Krechting verantwoordelijk voor de openbare orde.
Toen Münster na 16 maanden beleg (door verraad) op 25 juni 1535 in handen van de bisschoppelijke troepen viel, verschanste Krechting zich met enige honderden overlevenden op de Prinzipalmarkt in een wagenburcht. Daar zij zich verbeten verdedigden, boden de bisschoppelijke troepen hun aftocht en vrijgeleide aan, mits zij de wapens neerlegden. Met een bisschoppelijk doorlaatbewijs en 10 goudguldens voor verteringen onderweg liet men Krechting met 24 van zijn medestrijders uit de stad wegtrekken.
Krechting vluchtte eerst naar Lingen en trachtte, gedoogd door graaf Anton I. (Oldenburg), de wederdopers te hergroeperen. Na de executie van Jan van Batenburg in februari 1538 was hij leider van de meest radicale wederdopers. Pogingen om het "koninkrijk" in Münster in 1538 nieuw leven in te blazen, waren tevergeefs: de groep was numeriek te zwak.
Nadat graaf Anton I in 1538 alle wederdopers uit zijn graafschap had verbannen, kon Krechting blijven en wel in het Oostfriese dorp Neustadtgödens. Over zijn activiteit als wederdoper in de laatste 40 jaar van Krechtings leven is niets meer bekend. In 1580 overleed hij als man van aanzien. Zijn graf bevindt zich in de evangelisch-gereformeerde Sint-Jacobuskerk in Dykhausen.
Zijn kleinzoon Heinrich Krefting en zijn achterkleinzoon Hermann Wachmann brachten het tot burgemeesters van Bremen.